# Niżne Bory
Niżne Bory – torfowisko w obrębie miejscowości Chyżne w województwie małopolskim, w powiecie nowotarskim, w gminie Jabłonka, blisko granicy ze Słowacją. Pod względem geograficznym znajduje się w Kotlinie Orawsko-Nowotarskiej. Z torfowiska wypływa potok Borcok uchodzący do Czarnej Orawy, torfowisko znajduje się więc w zlewisku Morza Czarnego. Położone jest na wysokości 693 m n.p.m. w odległości 2,5 km od ostatnich na wschodnim końcu zabudowań miejscowości Chyżne. Prowadzi do niego droga i ścieżka gruntowa. Jest to torfowisko wysokie, stopniowo zarastające lasem.
Rozległy kompleks torfowisk, bagien, trzęsawisk, podmokłych łęgów i bagiennych lasów sosnowych, ciągnący się od Suchej Góry na Słowacji po Ludźmierz na Orawie nazywano pustaciami. Po ustąpieniu lodowca teren ten był wielkim rozlewiskiem młak i jezior, które stopniowo zamulane było niesionymi przez wodę osadami  tworzącymi stożki napływowe, równocześnie też podlegało zarastaniu, w którym wielki udział miał mech torfowiec. Z jego obumarłych szczątków tworzył się torf. Zarastanie to zaczęło się około 10-11 tysięcy lat temu. Rocznie przybywa około 1 mm torfu. Torfowisko  tworzy specyficzne warunki życia dla roślin. Charakteryzują się one bardzo kwaśnym odczynem, dużą wilgotnością i ubóstwem składników pokarmowych. W takich warunkach na torfowisku rozwijają się specyficzne, charakterystyczne dla torfowisk gatunki roślin. Na torfowiskach Kotliny Nowotarskiej rosną rośliny charakterystyczne głównie dla niżu, w Karpatach natomiast bardzo rzadkie. Na torfowisku Niżne Bory występuje m.in. bagno zwyczajne. Planuje się utworzenie na Kotlinie Nowotarskiej specjalnych obszarów ochrony pod nazwą „Torfowiska Orawsko-Nowotarskie”. Mają one objąć obszar 8255,62 ha.
Po zachodniej stronie torfowiska Niżne Bory, za wąskim pasem lasu i bliżej zabudowań Chyznego znajduje się torfowisko Pustać.
W latach 2013–2014 przeprowadzono w całej Polsce monitoring gatunków i siedlisk przyrodniczych ze szczególnym uwzględnieniem specjalnych obszarów ochrony siedlisk Natura 2000. Wykazał on, że na Niżnych Borach nastąpiło pogorszenie się naturalnych warunków charakterystycznych dla borów i lasów bagiennych ze względu na niskie pokrycie gatunkami charakterystycznymi, które wypierane są przez rozrastający się las i borówczyska borówki czarnej